# ملا عبدالله فاضل تونی
ملا عبدالله بن محمد تونی بشروی معروف به فاضل تونی، عارف، فقیه و دانشمند سده‌های دهم و یازدهم هجری در دوره صفویه بود. وی در مشهد ساکن و به تدریس و ترویج علوم دینی اشتغال داشت.

## ابتدای زندگی
تاریخ دقیق ولادتش به خوبی مشخص نیست، اما زادگاه وی، بشرویه است. شهرستان بشرویه در گذشته از توابع تون محسوب می شده است، که علما، مفاخر و مشاهیر بزرگی از این خاک برخاسته اند که ملاعبداله بشروی یکی از این علمای برجسته این دیار می باشد.
در کتاب‌ها از او به عنوان عالم، فاضل، ماهر، فقیه، صالح، زاهد، عابد و به عنوان مقدس اردبیلی دوم یاد شده‌است.

## تحصیل
وی ابتدا همراه برادرش ملا احمد، در مدرسه مولی عبدالله تستری اصفهان به تحصیل اشتغال ورزید و از مولانا رفیع‌الدین محمد بن حیدر طباطبایی معروف به میرزا رفیعا درس آموخت و در ضمن تحصیل به کار تدریس نیز پرداخت.

## درگذشت
علامه ملاعبداله بشروی در ۱۶ ربیع‌الاول ۱۰۷۱ ـ (۲۹ آبان ۱۰۳۹ خورشیدی و ۱۹ نوامبر ۱۶۶۰ میلادی) در راه سفر به کربلا، در نزدیکی شهر کرمانشاه درگذشت. آرامگاه وی در نزدیکی پل کهنۀ کرمانشاه نزدیک روستايي منوچهراباد قرار دارد.
شیخعلی‌خان زنگنه که در زمان شاه عباس دوم به سال ۱۰۶۴ق/۱۶۵۳م به عنوان حاکم کرمانشاه منصوب شد، پس از رحلت ملاعبداله بر مزار او بقعه‌ای بنا کرد. این بنا در زمان نامشخصی به کلی تخریب شد، اما در سال‌های دهۀ ۱۳۷۰ بقعه جدیدی برای وی احداث شد.

## آثار
- الوافیة
- شرح الارشاد در فقه
- رساله‌ای در اصول فقه
- رساله‌ای در نماز جمعه
- حاشیه بر معالم الاصول
- تعلیقاتی بر مدارک الاحکام
- حاشیه‌ای بر ارشاد علامه
- فهرست بر تهذیب الاحکام شیخ طوسی